# Abd al-Rahman III
ʿAbd al-Raḥmān b. Muḥammad b. ʿAbd Allāh (Cordova, 11 gennaio 889 – Cordova, 15 ottobre 961) è stato prima emiro (dal 912) e poi califfo (dal 929) di Cordova fino alla sua morte.

## Origine
Secondo la Histoire de l'Afrique et de l'Espagne, Volume 2 Abd al-Rahman III era figlio di Mohammed, e di una schiava sua concubina, di nome Muzna.

Mohammed era figlio dell'emiro ʿAbd Allāh ibn Muḥammad e della moglie, Dorr, come riportano la Histoire de l'Afrique et de l'Espagne e la Historias de Al-Andalus, por Aben-Adhari de Marruecos(secondo il codice di Roda il nome della moglie era Oneca Fortúnez, figlia del Re di Pamplona, Fortunato Garcés; anche la Historias de Al-Andalus, por Aben-Adhari de Marruecos riporta che Dorr era il nome arabo di Oneca Fortúnez).

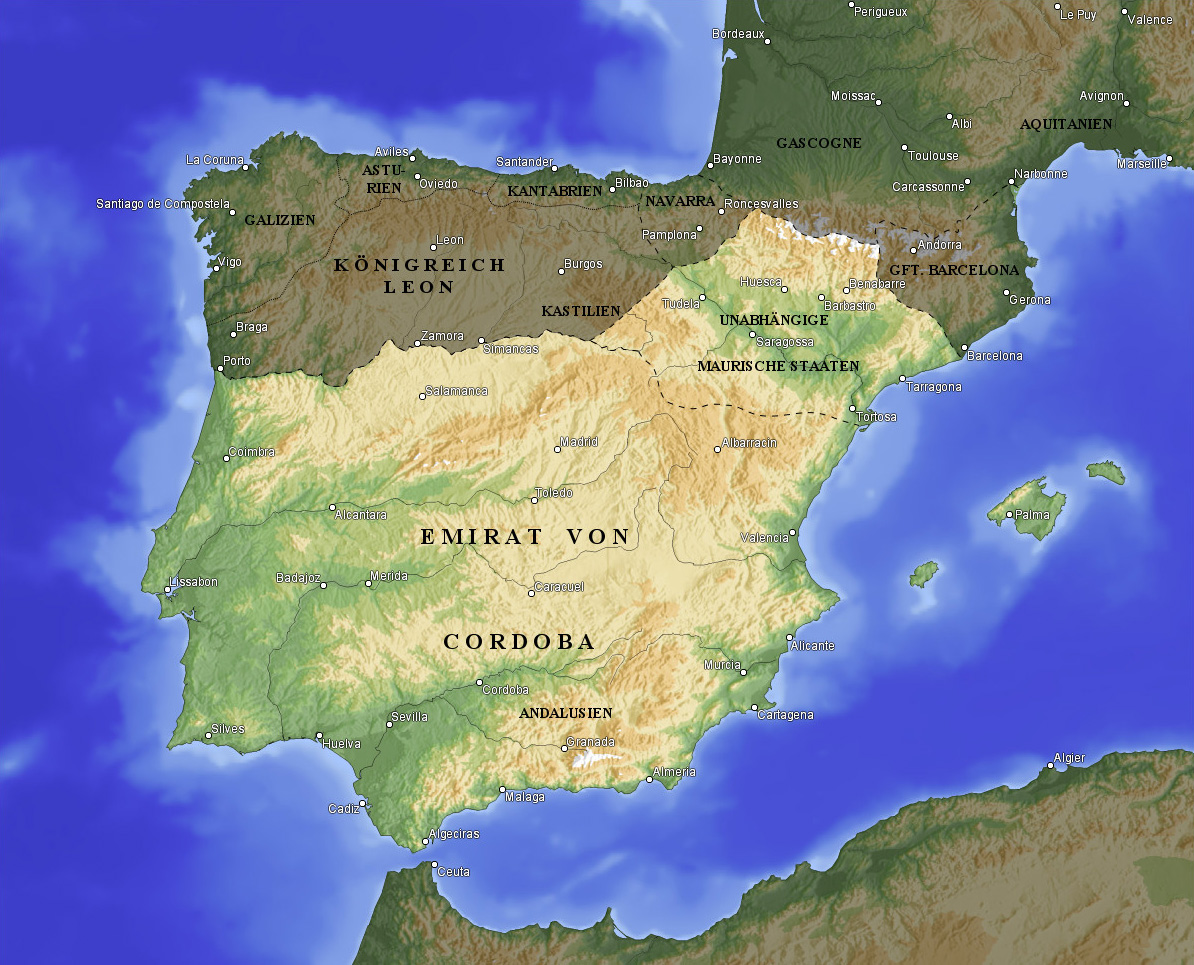
La penisola iberica all'inizio del regno di Abd al-Rahman III.

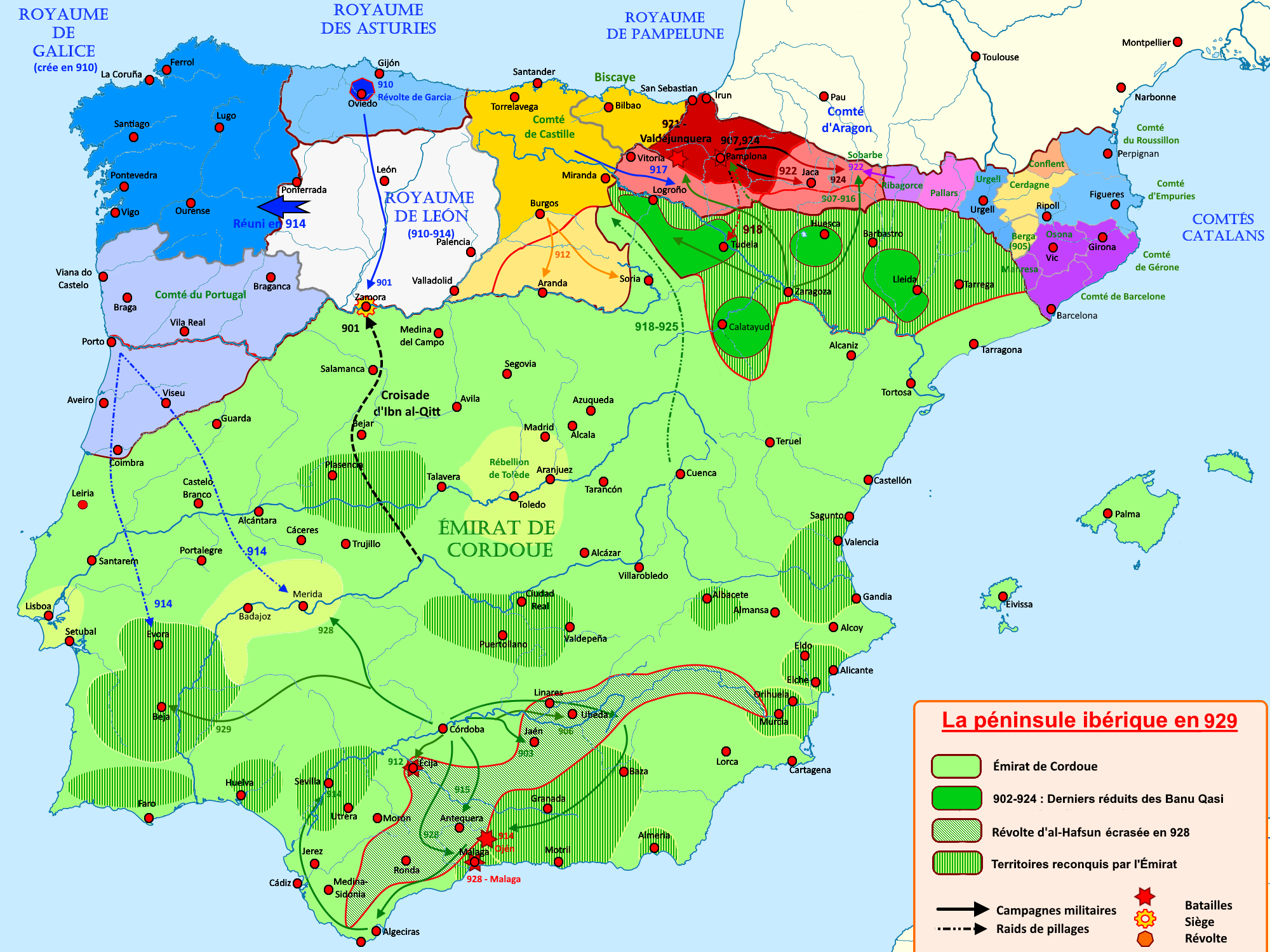
La penisola iberica, nel 929, all'inizio del califfato di Abd al-Rahman III

## Biografia
ʿAbd al-Raḥmān, succeduto al nonno ʿAbd Allāh all'età di 23 anni, esercitò la prima parte del suo lunghissimo governo di al-Andalus (49 anni) senza organizzare azioni militari di rilievo contro i suoi nemici cristiani delle Asturie e León e di Navarra, distratto come fu dalla necessità di pacificare l'Emirato, precedentemente scosso da rivolte innescate dalla dura politica del precedente emiro, stroncando la pericolosa insurrezione di ʿUmar b. Ḥafṣūn.
Nel 913 attaccò Siviglia che si era alleata ad ʿUmar; la città cadde il 20 dicembre.
Nel 914, nel corso della campagna condotta sui monti Rayya (Malaga), ʿAbd al-Raḥmān III trattò i cristiani con equità, contrariamente a quanto aveva fatto suo nonno, tant'è che quasi tutti i castelli si arresero.
Nel 917 ʿUmar ibn Ḥafṣūn morì, ma la lotta fu proseguita dai figli, che si arresero solo dopo la caduta di Bobastro (Malaga) il 21 gennaio 928.
Fu solo dopo la caduta della roccaforte di Bobastro, la sottomissione di Ibn Marwān (930) e la riconquista a tutti gli effetti di Toledo (932) che arabi, spagnoli e berberi si sottomisero tutti ad ʿAbd al-Raḥmān III che dopo la fusione di tutte la razze di Spagna ottenne una nazione unita. Allora il califfo (l'emirato, nel 929 era diventato califfato) poté organizzare la sua prima azione contro il regno asturleonese, guidato all'epoca da Ordoño II, che s'era spinto in profondità nell'area-cuscinetto, impadronendosi di varie piazzeforti e minacciando lo stesso territorio omayyade. La vittoria di Junquera nel 920 era servita a frenare la spinta cristiana e nel 924 le truppe emirali erano riuscite clamorosamente ad espugnare Pamplona, la capitale basca del re Sancho Garcés I, dopo che questa era stata abbandonata dai suoi abitanti, terrorizzati dall'avanzata islamica.
Una forte politica di contrasto fu intrapresa invece per contrastare la crescente potenza fatimide in Nordafrica e fu in quest'ottica che fu conquistata nel 931 Ceuta (Sibta in arabo). I Berberi, sotto il comando di Abū Yazīd, riuscirono a sconfiggere i Fatimidi, impadronendosi di una parte di territorio e riconoscendo la sovranità spirituale ad ʿAbd al-Raḥmān III che li aveva aiutati. Il dominio dei Berberi però duro poco, poiché la dinastia fatimide recuperò tutti i territori perduti, in poco tempo.
Nel 932 riprese la guerra contro il regno di León, il califfo ʿAbd al-Raḥmān respinse il re Ramiro II, che portava aiuto a Toledo che capitolò. Nel 934, dopo essere passato da Pamplona (dove obbligò la regina reggente del regno di Navarra Toda ad un formale atto di sottomissione) e da Álava, lo costrinse a indietreggiare sino a Burgos, dopo che, nel 932, il suo esercito era stato sconfitto da Ramiro, nei pressi di Osma;
nel 937 conquistò una trentina di castelli ai Leonesi, poi si rivolse contro la Navarra imponendo nuovamente il vassallaggio alla regina reggente di Navarra, Toda;
poi si rivolse contro Muhammad ibn Hashim at-Tugibi, governatore di Saragozza che si era alleato con il re di León Ramiro II; occupò la città e perdonò Muhammad. ʿAbd al-Raḥmān aveva raggiunto il culmine della sua potenza: tutta la penisola iberica, eccetto il León e parte della Catalogna era sottomessa a lui.
Nel 939 Ramiro II che inizialmente non aveva avuto molta fortuna, alleato a Toda di Navarra, riuscì a impartire una dura disfatta ad ʿAbd al-Raḥmān III nella Battaglia di Simancas dopo la quale ʿAbd al-Raḥmān III, al-Nāṣir li-dīn Allāh (Il vincitore per la religione di Dio), non volle più partecipare in prima persona alle operazioni belliche cui quasi sempre aveva presenziato, per i gravi pericoli corsi. Dopo questa vittoria però il fronte cristiano, per la fortuna del califfo, si sfaldò: Fernan Gonzales, conte di Castiglia, che aveva partecipato alla battaglia di Simancas, dichiarò guerra a Ramiro II, ma venne sconfitto.
Tra il 951 e il 952 fece la pace con il re Ordoño III di León per avere mano libera contro i Fatimidi, ma non riuscì che a fare una spedizione contro l'Ifrīqiya, nella zona di Tunisi.

Sancho I il Grasso, nel 956, era successo a Ordoño III, ma nel 958 era stato deposto e sostituito dal cugino, Ordoño IV il Cattivo. Sancho si era rivolto, per aiuto, a sua nonna, la regina di Navarra Toda; grazie all'abilità diplomatica del suo medico personale Ḥasdāy b. Šaprūṭ, i governanti della Navarra e Sancho furono ricevuti con grande fasto dal califfo ʿAbd al-Raḥmān III (che finalmente aveva ai suoi piedi la vecchia regina ed il figlio del suo vecchio nemico, Ramiro II), il quale concesse loro un trattato di alleanza con Cordova in cambio della cessione di dieci piazzeforti leonesi. Aiutò quindi Sancho, che, ormai dimagrito, non poteva più essere detto "il Grasso" (el Gordo), a prendere Zamora nel 959 e Oviedo nel 960 e quindi ad allontanare dal trono Ordoño IV.

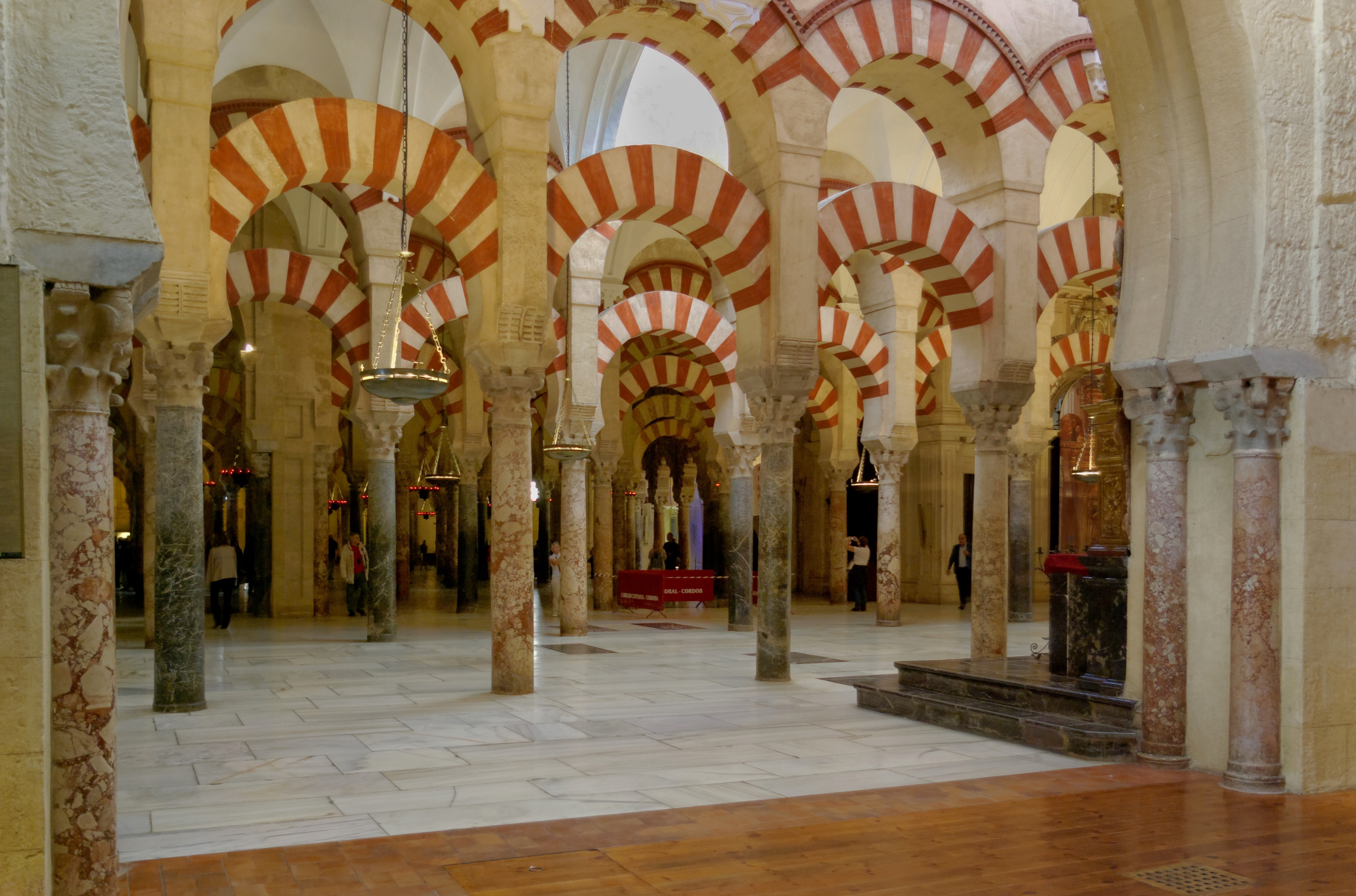
Interno della Moschea di Cordova

Sotto ʿAbd al-Raḥmān III, la flotta, che aveva come porto principale Almeria, diventò la più potente del Mediterraneo: le scorrerie, condotte sotto la guida di capitani chiamati alcaides, tra i quali si distinse Ghalib ibn Abd al-Rahman, si spinsero sino in Galizia, nelle Asturie e anche in nord Europa: la pirateria musulmana era il terrore del Mediterraneo cristiano (anche i colonizzatori di Frassineto vennero dalla Spagna).
Grazie anche al periodo di pace garantito dal califfo Cordova divenne il centro intellettuale dell'occidente islamico. Arricchì la biblioteca reale, che sarà ulteriormente arricchita dai figli Muhannad e al-Ḥakam, il quale la porterà al massimo splendore.
Tra le sue principali realizzazioni civili vi fu la costruzione, nelle vicinanze di Cordova, della città reale di Madīnat al-Zahrāʾ (dal nome della concubina preferita del califfo, di nome al-Zahrāʾ), precorrendo di secoli il fenomeno della costruzione fuori città, in ambienti più difendibili e meno esposti agli sguardi, delle residenze del potere. Nella sua "Città di al-Zahrāʾ" (che però può anche significare "Città dei fiori") ʿAbd al-Raḥmān III trascorse il resto della sua vita. Nel 961 si ammalò e morì il 15 ottobre dello stesso anno; gli succedette il figlio al-Ḥakam II. Durante i suoi ultimi anni di vita, ebbe come kātiba personale la poetessa e matematica Lubnā.
Fu durante il suo emirato che a Cordova sarebbe avvenuto il martirio di San Pelagio.

### Famiglia
Abd al-Rahman III, secondo il Diccionario biográfico español, Real Academia de la Historia, ebbe diverse mogli e molte concubine, dalle quali nacquero trentaquattro figli, diciotto maschi e sedici femmine, tra cui (nato da una schiava cristiana, Maryan) colui che fu il suo successore:
- al-Ḥakam II[18]

### Fonti primarie
- (LA)  textos-navarros-codice-roda.pdf.
- (ES)  Cronica Alfonso III)
- (FR)  Histoire des Almohades / d'Abd el- Wâh'id Merrâkechi
- (FR)  #ES Histoire de l'Afrique et de l'Espagne, Volume 2
- (ES)  Historias de Al-Andalus, por Aben-Adhari de Marruecos

### Letteratura storiografica
- (FR)  E. Lévi-Provençal, Histoire de l'Espagne musulmane, Parigi-Leida, G.-P. Maisonneuve–E.J. Brill, 1950, 3 voll.
- Rafael Altamira, "Il califfato occidentale", in Storia del mondo medievale, vol. II, 1999, pp. 477–515.
- Stanley Lane-Poole, The Mohammedan Dynasties: Chronological and Genealogical Tables with Historical Introductions, Westminster, Archibald Constable and Company, 1894, OCLC 1199708.